# Renato Guttuso

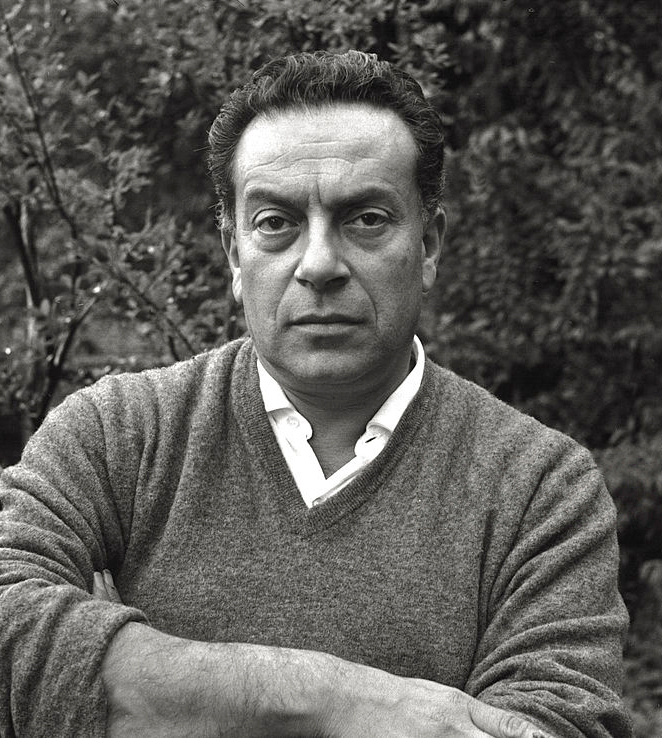
Renato Guttuso

Renato Guttuso (* 26. Dezember 1911 in Bagheria (amtlich gemeldet in Palermo am 2. Januar 1912); † 18. Januar 1987 in Rom) war ein italienischer Maler, Zeichner, Illustrator, Bühnenbildner, Kunstkritiker, Essayist und Politiker. Er vertrat einen moralisch motivierten Realismus, der sich vor allem in Auseinandersetzung mit den historischen und zeitgenössischen Realismen und dem Werk Pablo Picassos entwickelte.

## Leben

### Kindheit und Jugend
Guttuso wurde 1911 im sizilianischen Bagheria geboren, einem Villenvorort von Palermo. Sein Elternhaus war kleinbürgerlich, liberal und künstlerisch aufgeschlossen. Großvater Ciro hatte als Garibaldiner die Einheiten Bagherias bei der Eroberung von Palermo angeführt. Guttusos Vater, der Landvermesser und Hobbyaquarellist Gioacchino, ermutigte den Sohn zum Malen. Guttuso blieb im Wesentlichen Autodidakt. Er entdeckte schon als Kind seine Liebe zur Malerei und erlernte bei einem Sizilianischen Karrenmaler in Bagheria den Umgang mit Farbe und Pinsel. Erste signierte Bilder – Porträts und Landschaften – entstanden um 1924, erste Auftragsarbeiten folgten um 1928. Der futuristische Maler Pippo Rizzo in Palermo verhalf ihm zu Ausstellungsmöglichkeiten auf dem italienischen Festland. Ab 1929 veröffentlichte Guttuso Texte über Kunst, überwiegend in den Zeitschriften Il Selvaggio, L’Ora und Emporium.
Auf Wunsch seines Vaters begann Guttuso nach dem Abitur ein Jurastudium. 1931 brach er das Studium ab und ging nach Rom, wo auf der Ersten Quadriennale d'arte Italiana zwei Bilder von ihm angenommen wurden.

### 1930er Jahre: Faschismus und Widerstand
Von 1935 bis 1936 absolvierte er in Mailand den Militärdienst. Er schloss Freundschaft mit den Künstlern Renato Birolli und Giacomo Manzù, den Schriftstellern Elio Vittorini und Salvatore Quasimodo sowie mit den Kritikern Raffaele de Grada und Giuseppe Pagano. Es war der Kreis, in dem Guttuso vor dem Hintergrund des Spanischen Bürgerkrieges zu einer klaren antifaschistischen Haltung fand. 1938 ließ er sich dauerhaft in Rom nieder, wo er seiner späteren Ehefrau Mimise Dotti begegnete. Im selben Jahr wurde er aktives Mitglied der später von den Faschisten aufgelösten Künstler- und Literatengruppe um die Zeitschrift Corrente (zunächst Corrente di vita), die sich gegen den Idealismus des seitens der faschistischen Kulturpolitik geförderten „Novecento Italiano“ wandte. Dieser Gruppe gehörten auch Renato Birolli, Mario Mafai, Raffaele de Grada, Lucio Fontana und Fausto Pirandello an.
Um 1938 erhielt Guttuso eine Postkarte mit einer Abbildung von Picassos kurz zuvor entstandenem Jahrhundertwerk Guernica, die er fortan in der Brieftasche bei sich trug. „Guernica“ wurde für ihn zum Schlüsselwerk und zum leuchtenden Beispiel einer politisch verantwortungsvollen Kunst. Er setzte sich in zahlreichen eigenen Werken mit dessen formalen und inhaltlichen Lösungen, dessen Symbolik und politischer Schlagkraft auseinander. 1945, unmittelbar nach Kriegsende, machte Guttuso in Paris die persönliche Bekanntschaft Picassos und freundete sich mit ihm an. Im selben Jahr debütierte Guttuso als Bühnenbildner, eine Tätigkeit, die wie die Illustration und die Kunstschriftstellerei zu einem festen Bestandteil seines Gesamtwerks wurde. In den folgenden Jahren schloss er sich der antifaschistischen Widerstandsbewegung an. 1940 trat Guttuso der im Untergrund agierenden Kommunistischen Partei bei.

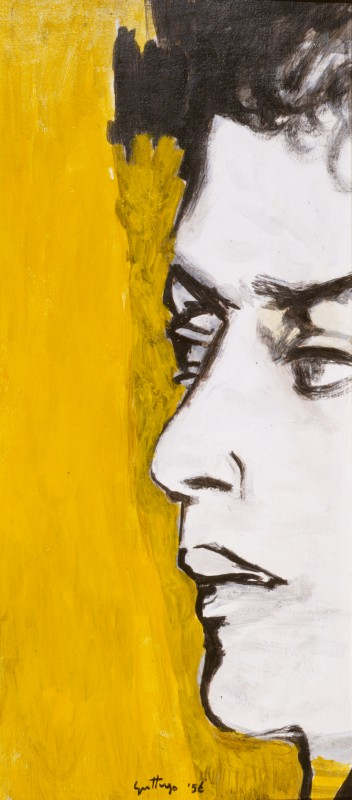
Profil einer Frau

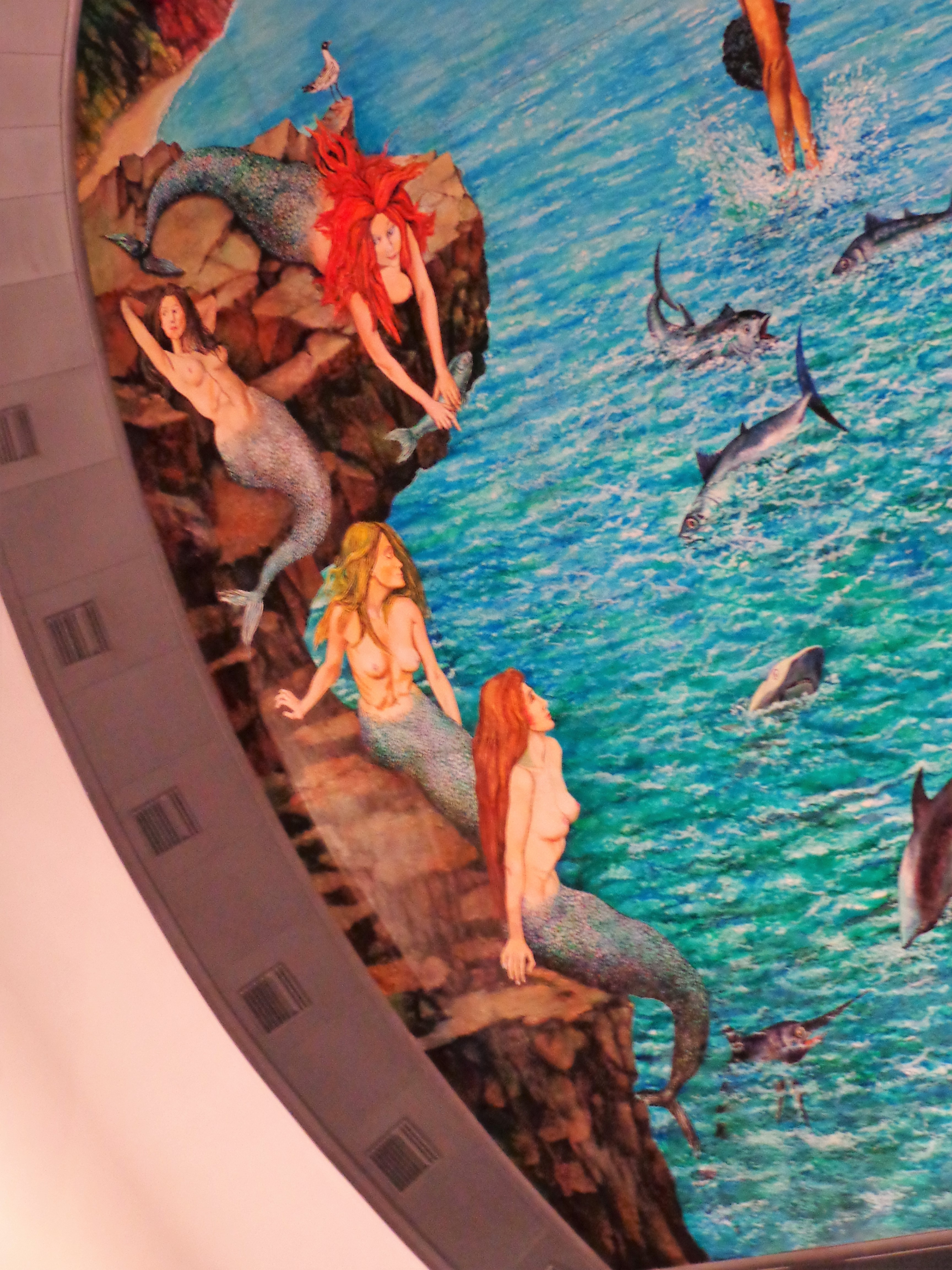
Gemälde zur Legende vom Colapesce

### Die Nachkriegszeit
Nach Kriegsende gründete Guttuso zusammen mit Renato Birolli, Antonio Corpora, Pericle Fazzini, Leoincilo, Ennio Morlotti, Armando Pizzinato, Giuseppe Santomaso, Giulio Turcato und Emilio Vedova die Nuova secessione artistica (später in Fronte Nuovo delle Arti umbenannt). Gemeinsam mit dieser Gruppe stellte Guttuso bis zu ihrer Aufspaltung in abstrakte und figurative Künstler seine Werke in Mailand und auf der Biennale von Venedig 1948 aus. Guttuso wurde später zu einem wichtigen Vertreter des Realismus. In der Nachkriegszeit, als die Deutsche Akademie Villa Massimo in Rom von Italien konfisziert war, arbeitete Guttuso fast zehn Jahre lang in einem der Ateliers der Villa.
In den 1950er und 1960er Jahren fanden Guttusos Werk und Person vermehrt Interesse in der UdSSR, wo er zum Wortführer der Debatten um Realismus und Abstraktion wurde. 1951 erhielt Guttuso den Internationalen Friedenspreis des Weltfriedensrates in Warschau, ein Jahr später wurde ihm die gleiche Auszeichnung in Moskau verliehen. Er wurde Mitglied des Zentralkomitees des PCI. Ab Mitte der fünfziger Jahre verbrachte er die Sommermonate in Velate bei Varese, wo seine Frau Mimise ein Haus geerbt hatte. Bis 1956 war Guttuso regelmäßig auf der Biennale von Venedig vertreten, 1960 mit einem eigenen Saal.
Auf der Biennale war 1952 auch erstmals Guttusos Gemälde La Battaglia di Ponte dell’Ammiraglio (Die Schlacht an der Admiralsbrücke) zu sehen, das eine Szene aus dem Kampf um Palermo während des Zweiten Unabhängigkeitskriegs zeigt.

„Der aus Sizilien stammende Guttuso zeigt in La Battaglia di Ponte dell’Ammiraglio eine besondere Sensibilität für die Geschichte des Risorgimento, die von einer doppelten Matrix getragen wird: autobiografisch und ideologisch. Sein Großvater väterlicherseits war nämlich einer der Protagonisten dieses Kampfes, während die ideologische Komponente mit der politischen Situation der Jahre zusammenhängt, in denen Guttuso malte, insbesondere mit den Themen des Widerstands und des politischen Kampfes, die von der italienischen Linken unterstützt wurden. Der Künstler fühlte sich verpflichtet, persönlich in das Zeitgeschehen einzugreifen: In Guttusos Werk sind menschliches, bürgerliches und künstlerisches Engagement stets untrennbar miteinander verbunden. Die Verbindung zwischen Garibaldi und der Résistance ist eindeutig.“

Die Aktualität der Risorgimento-Schlacht wurde von Guttuso durch die Gesichter einiger Soldaten unterstrichen, die er mit den Zügen von Lebensgefährten und Partisanenkämpfen ausstattete. Darüber hinaus porträtierte er sich in dem Bild auch selber, und zwar sowohl in dem im Vordergrund liegenden Bauern unten links als auch in dem rechts im Bild stehenden Garibaldianer mit gezogenem Säbel.
Während dieses Guttuso-Gemälde seit 2004 zur Sammlung der Uffizien gehört, existiert von ihm auch eine zweite Version, die von Guttuso für das 1955 in eröffnete Institut für Kommunistische Studien Palmiro Togliatti in Frattocchie angefertigt wurde und dort den Hauptsaal der Parteihochschule des Partito Comunista Italiano schmückte. In dieser Version des Gemäldes, die sich heute in der Sammlung der Galleria Nazionale d’Arte Moderna in Rom befindet, erscheinen die Gesichter von Guttusos Zeitgenossen nicht mehr, „was jedoch nicht bedeutet, dass der Bezug zum aktuellen Geschehen weniger lebendig erscheint“.

### 1960er bis 1980er Jahre
Von 1966 bis 1968 hatte Guttuso eine Professur an der Accademia di Belle Arti di Roma. 1968 war er Gastdozent der Hamburger Hochschule für bildende Künste (HfbK). Ab Anfang der siebziger Jahre widmete er sich verstärkt der Politik: Er wurde in den Stadtrat von Palermo gewählt und war ab 1975 für zwei Legislaturperioden Senator. In den großen überregionalen Tageszeitungen wie der Unità und dem Corriere della Sera vertrat er seine Realismusauffassung und beteiligte sich an kulturpolitischen Debatten.
Mit dem Gemälde Vucciria vom Markt in Palermo, einem Deckenbild zur Legende vom Colapesce und dem Werk La notte di Gibellina entstanden Hommagen an Sizilien.
1987 starb der Künstler in Rom. Er wurde im Garten der Villa Cattolica in Bagheria begraben. Der Bildhauer Giacomo Manzù schuf das Grabmonument. In seinem Todesjahr wurde er als Ehrenmitglied in die American Academy of Arts and Letters gewählt.

### Nachleben
Wenige Tage vor seinem Tod schenkte Guttuso der Galleria Nazionale d’Arte Moderna in Rom einen großen Teil seiner Gemälde. Seine Heimatstadt Bagheria dagegen erhielt frühe Arbeiten, die dort seit 1986 im hier eingerichteten Guttuso-Museum in der Villa Cattolica ausgestellt sind. Sein Adoptivsohn Fabio Carapezza-Guttuso leitet die Guttuso-Archive im letzten römischen Atelier des Künstlers im oberhalb der Trajansforen gelegenen Palazzo del Grillo.

## Darstellung Guttusos in der bildenden Kunst
Pawel Dmitrijewitsch Korin: Porträt des italienischen Malers Renato Guttuso (1961; Öl, 115 × 112 cm)

## Werke
Guttusos Ruhm als Maler und Zeichner basiert vorwiegend auf einigen engagiert Stellung beziehenden Ölbildern und einem Zeichnungszyklus aus der Zeit des Zweiten Weltkrieges. Daneben entstanden Landschaften, Akte, Porträts, Stillleben, episch-allegorische Darstellungen und Historienbilder. Guttuso fertigte ferner ab den vierziger Jahren Bühnenbilder zu Aufführungen italienischer Bühnen und zahlreiche Buchillustrationen an.
Guttusos erste signierte Arbeiten entstanden im Alter von etwa 12 Jahren; seine frühen Bildnisse und Landschaften waren zunächst postimpressionistisch geprägt. In den dreißiger Jahren zeigte sein Werk Einflüsse des „Novecento Italiano“ und des kompakten, archaisierenden Stils Carlo Carràs; Beispiele sind die Gemälde „Palinuro“ (Palinurus) oder „I naufraghi“ (Die Schiffbrüchigen) von 1932. Das auf die Erschießung Federico García Lorcas während des Spanischen Bürgerkrieges bezogene Fucilazione in Campagna (Erschießung auf dem Feld, 1938, Öl auf Leinwand, Galleria Nazionale d'Arte Moderna, Rom) war Guttusos erstes Werk, das politisch klar Stellung nahm. 1939 entstand die Fuga dall'Etna (Flucht vor dem Ätna, Öl auf Leinwand, ebd.; 3. Preis des Premio Bergamo 1940). Stilistisch und thematisch von Eugène Delacroix’ Die Freiheit führt das Volk, aber auch vom Expressionismus beeinflusst, nahm das Bild zusätzlich Motive aus Picassos Guernica auf, um die Besetzungen brachliegenden Landes durch sizilianische Bauern zu thematisieren.
Während des Zweiten Weltkrieges malte Guttuso eine Reihe von Stillleben, darunter Interno con gabbia (Interieur mit Käfig, 1939, Öl auf Leinwand), Un angolo dello studio a via Pompeo Magno (Eine Ecke des Ateliers in der via Pompeo Magno, 1941, Öl auf Leinwand) und Natura morta con drappo rosso (Stillleben mit rotem Tuch, 1942, Öl auf Leinwand) – mit beunruhigenden Symbolen in kräftigen Farbtönen angefüllte Räume, die das Eindringen des Faschismus in das Alltagsleben der Menschen thematisieren. Als Provokation wurde in faschistischen und klerikalen Kreisen die 1940 entstandene „Crocifissione“ (Öl auf Leinwand, ebd.) mit der nackten Trauernden unter dem Kreuz Christi und einem Stillleben aus Folterinstrumenten aufgefasst. „Die Kreuzigung“, so Werner Haftmann, „hatte eine außerordentliche Wirkung. Sie erhielt 1942 den renommierten ‚Premio Bergamo‘. Und das brachte die bürgerliche Welt und die Kirche auf den Plan, die sich über die nackte Magdalena und die unkonventionelle Darstellung empörte und den Maler als ‚Pictor diabolicus‘ anprangerte. Das junge intellektuelle Italien aber begriff sehr wohl, dass diese Richtstätte nicht eigentlich das Opfer des Gottessohnes meinte, sondern ein stellvertretendes feierliches ‚Imago‘ war für Bosheit und Leid der in ihren Krisen geschüttelten zeitgenössischen Welt.“

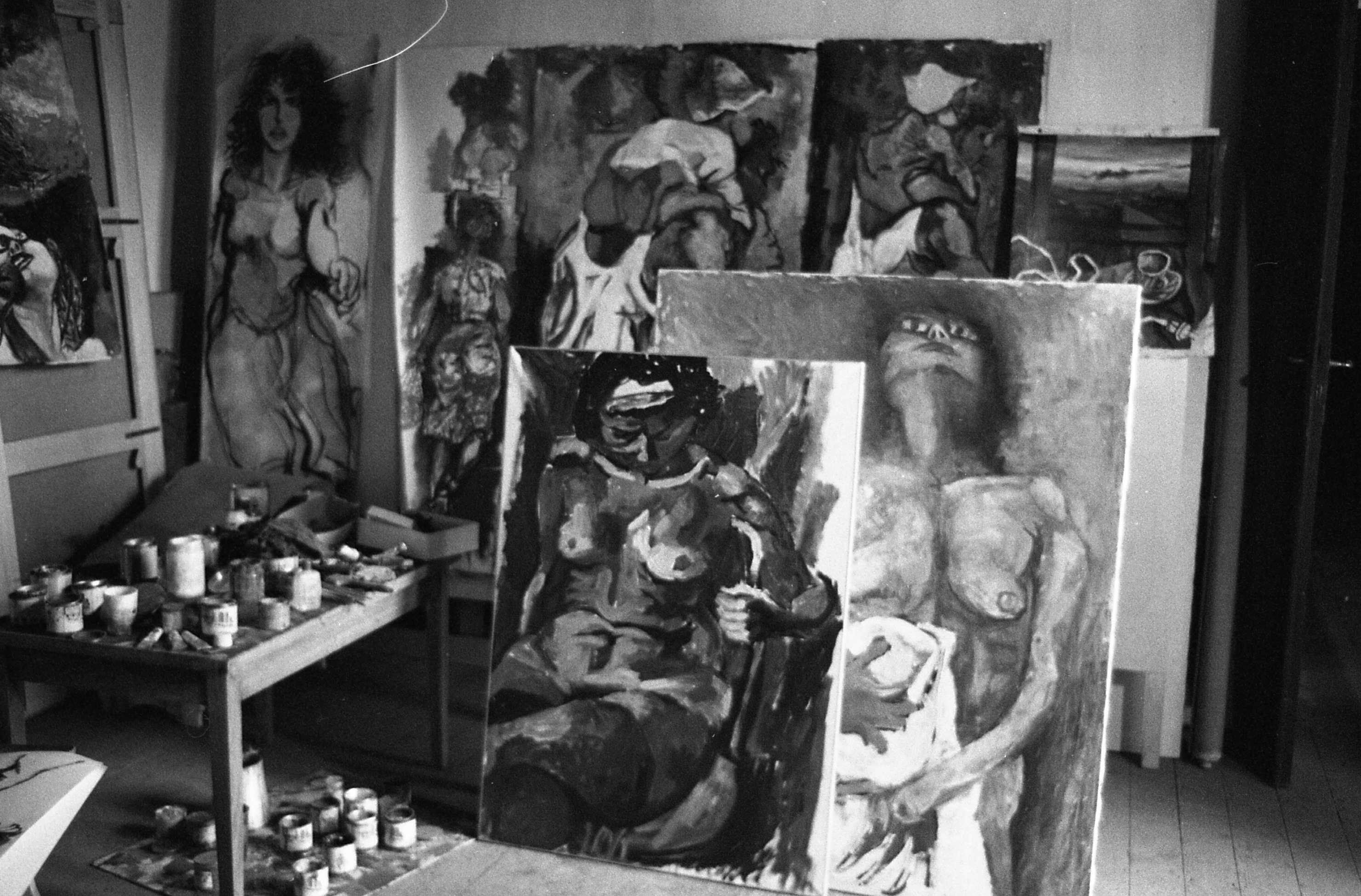
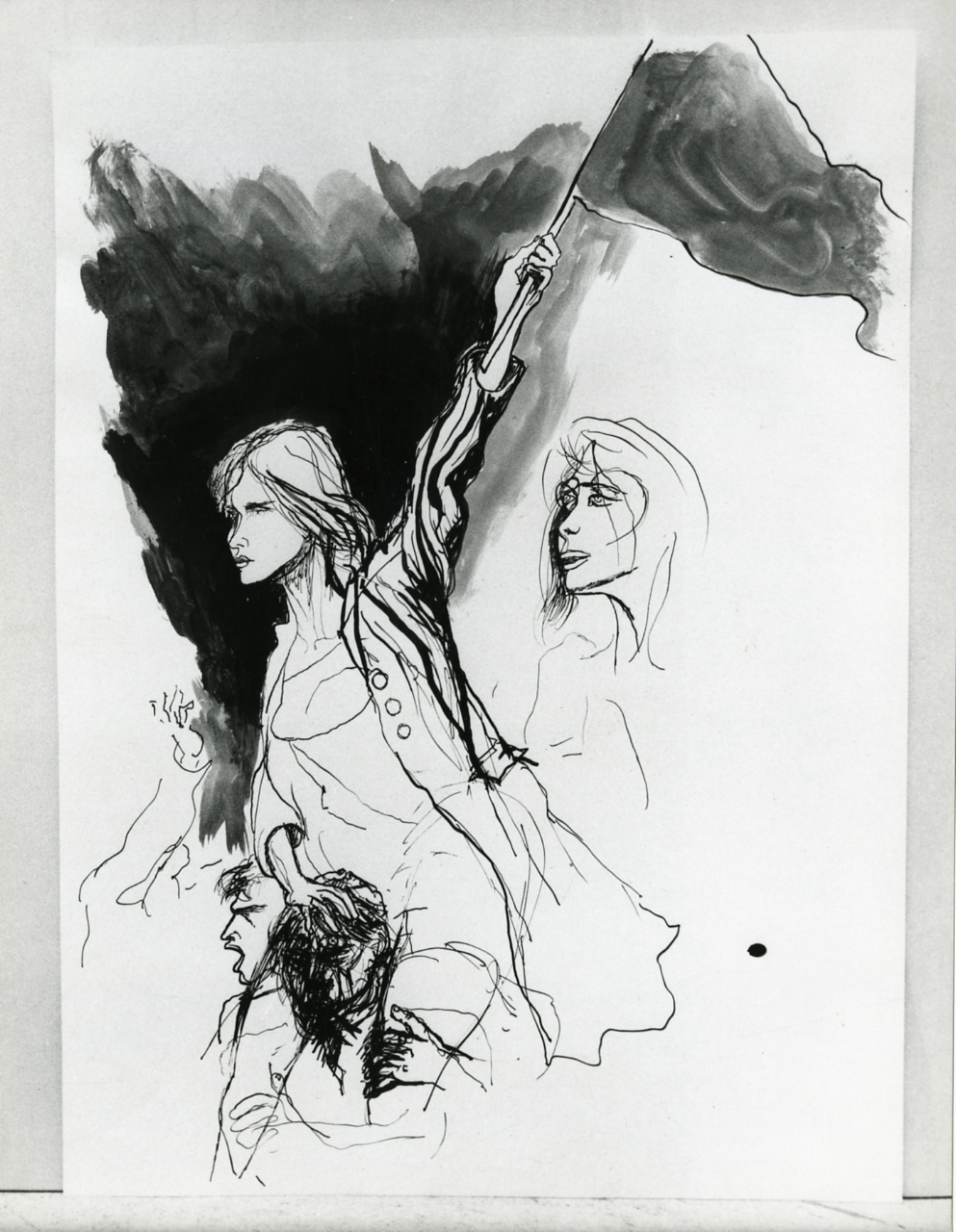
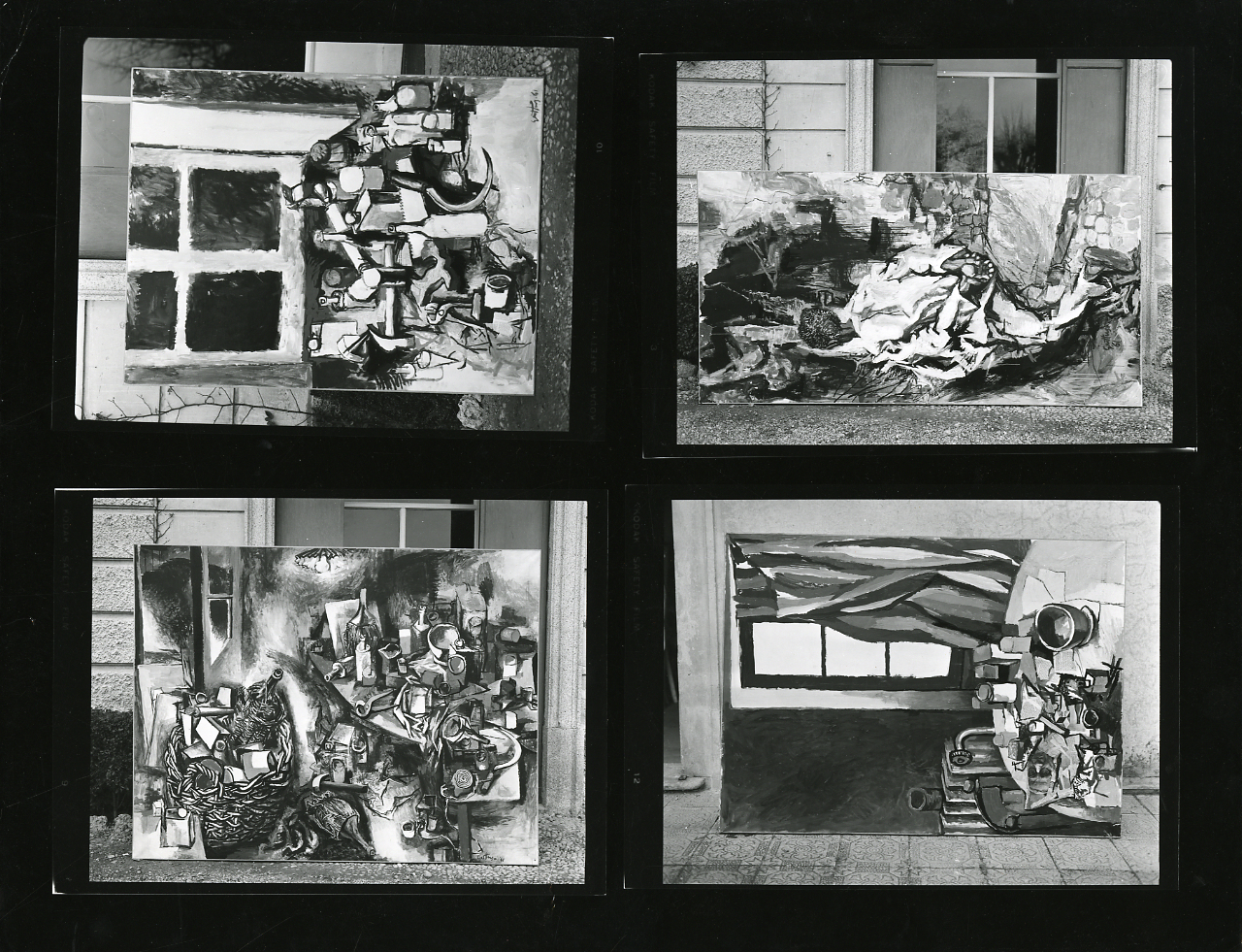
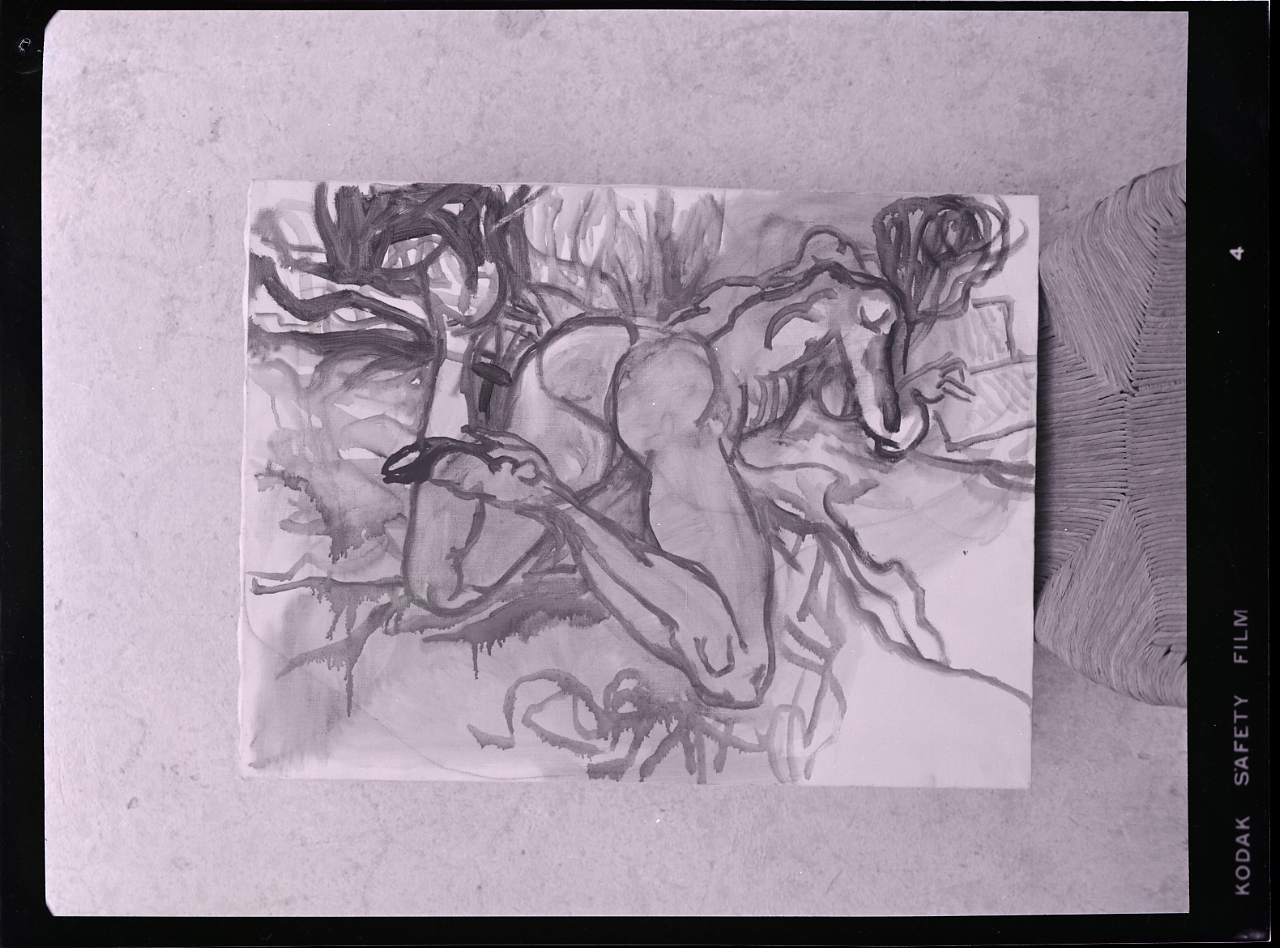
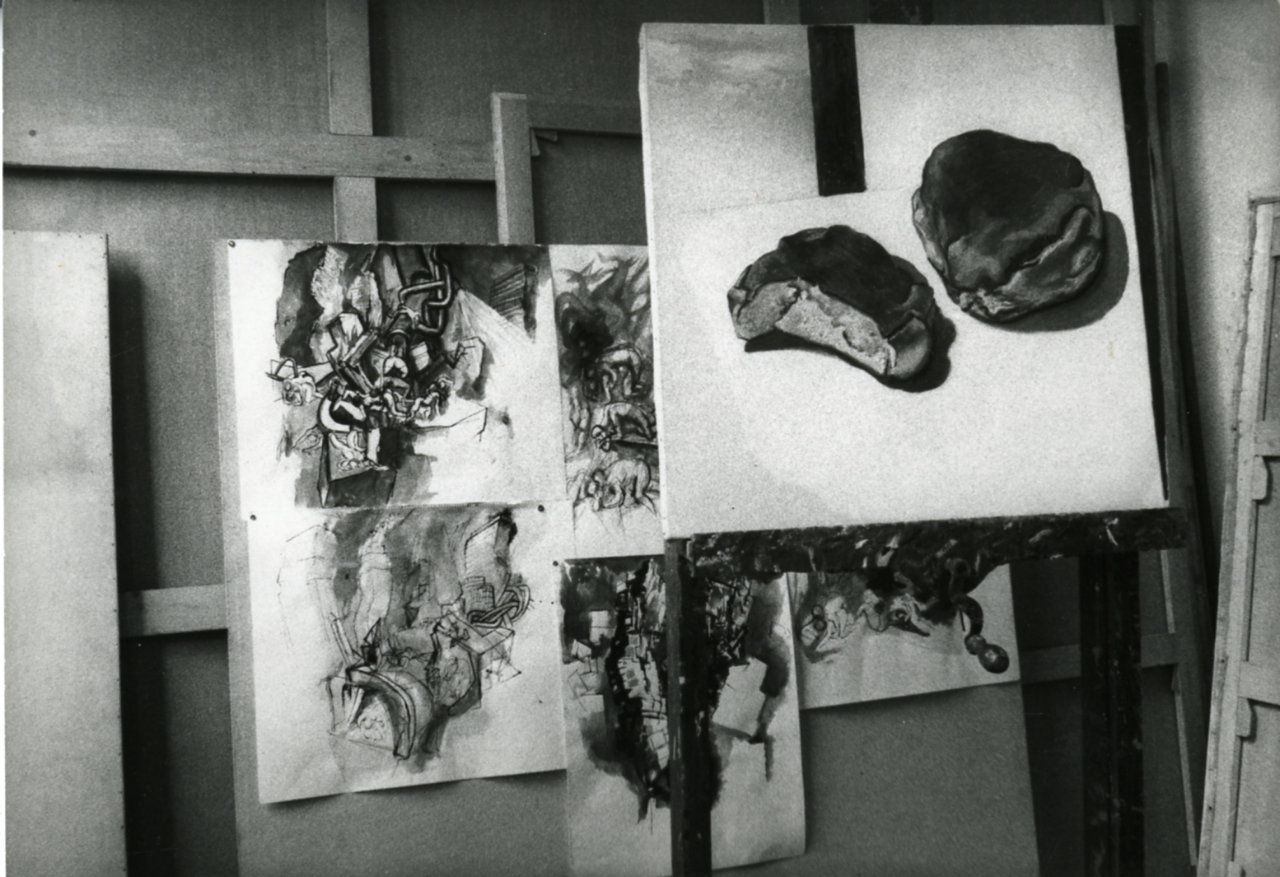
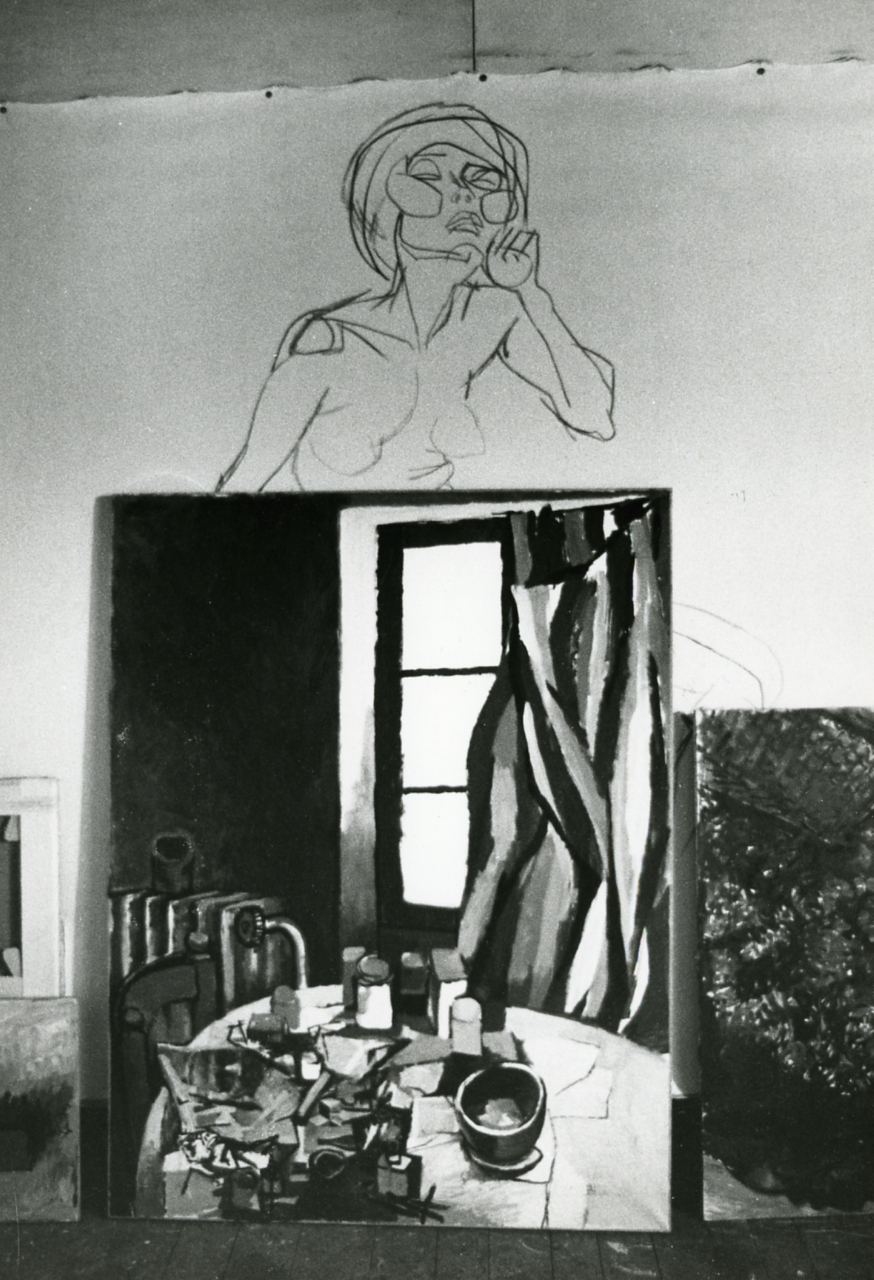
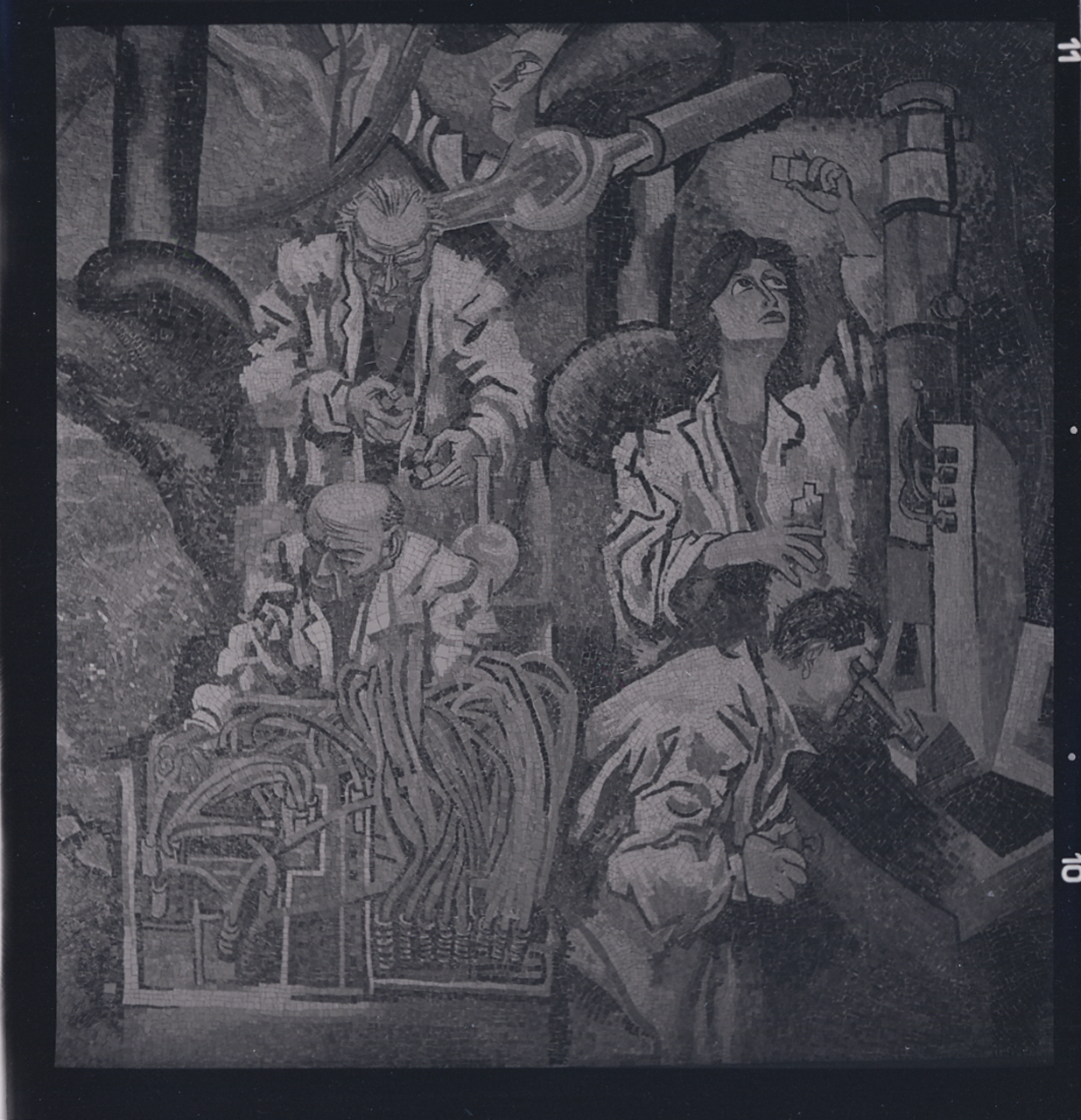
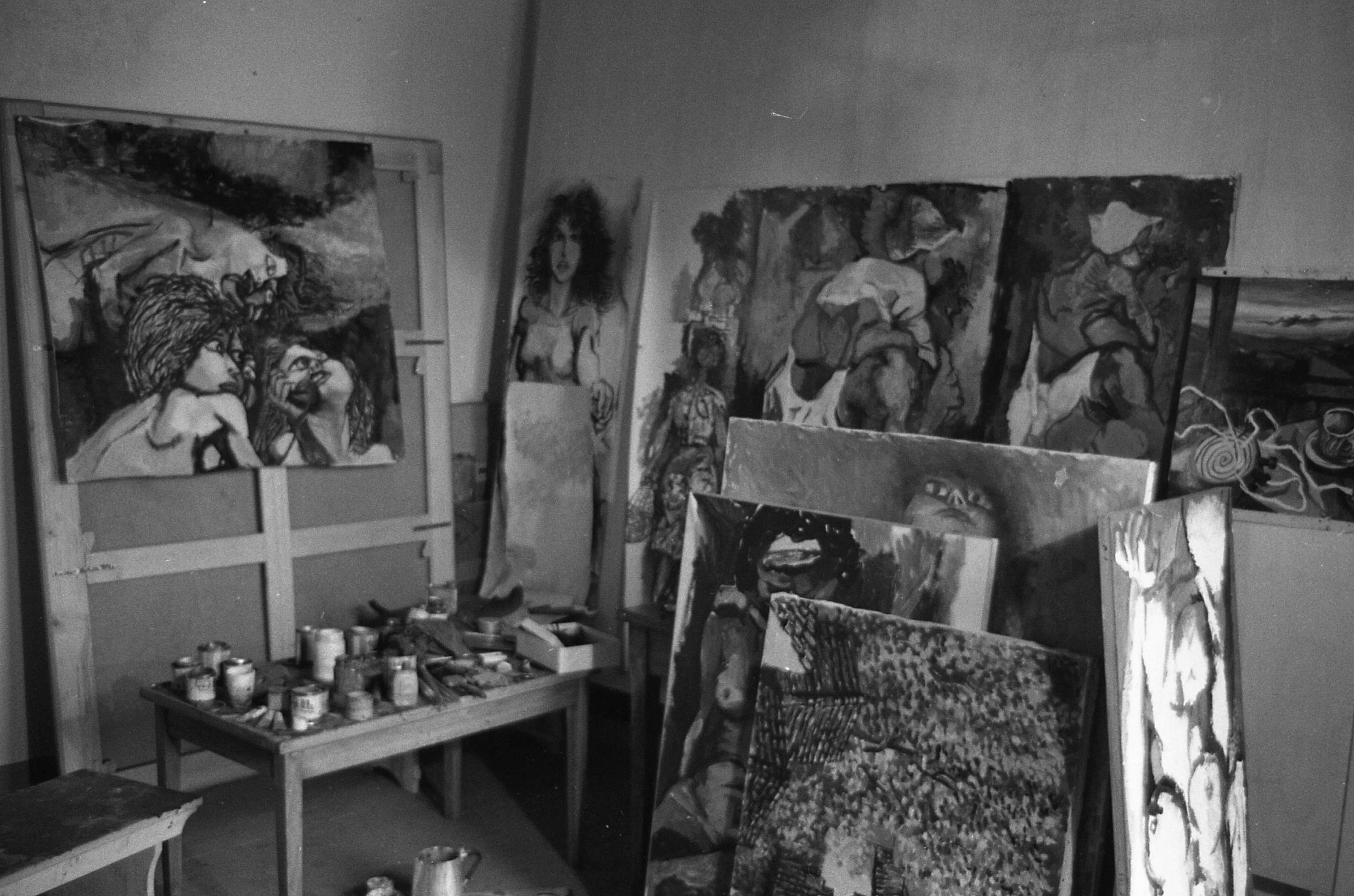
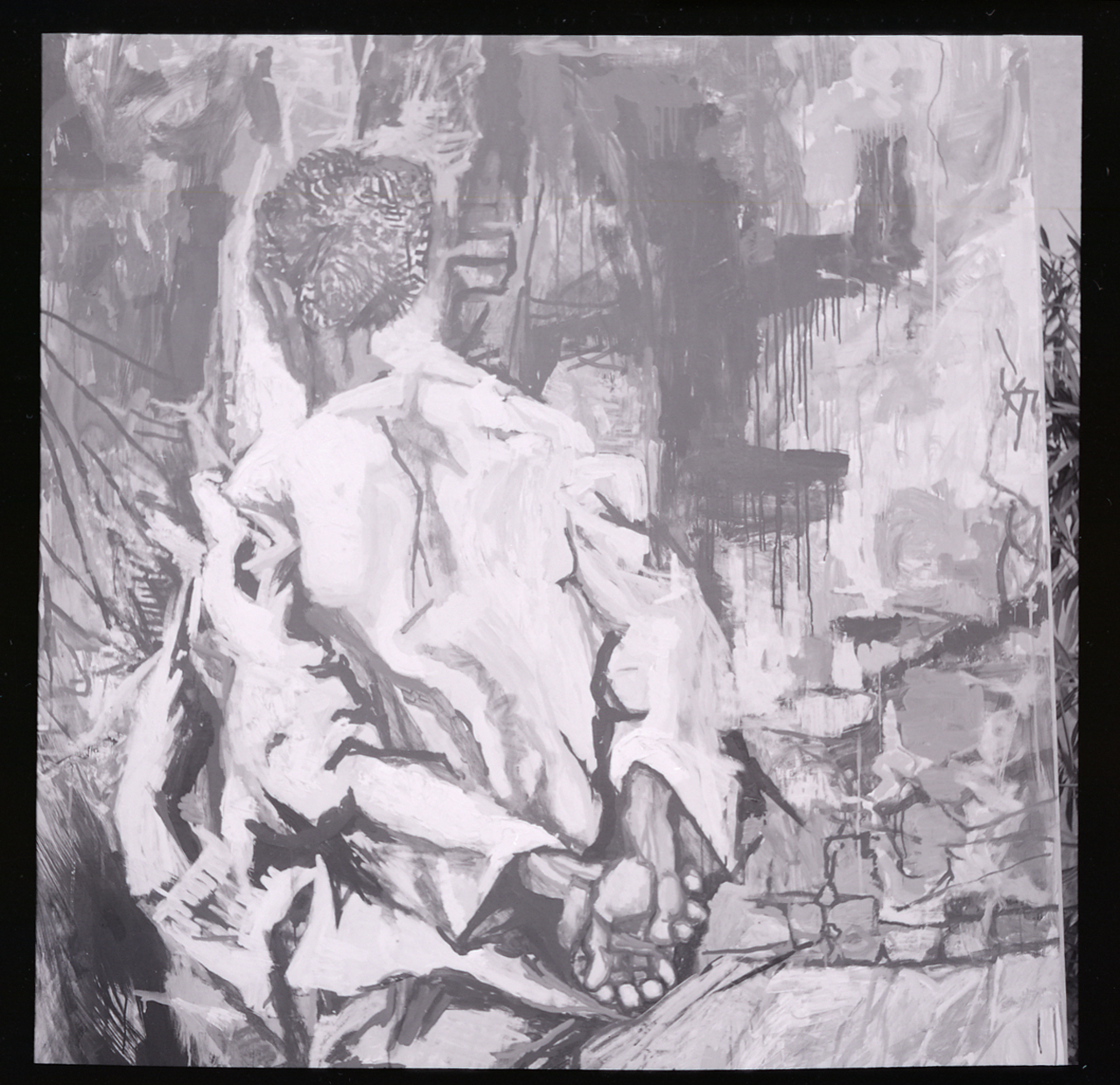
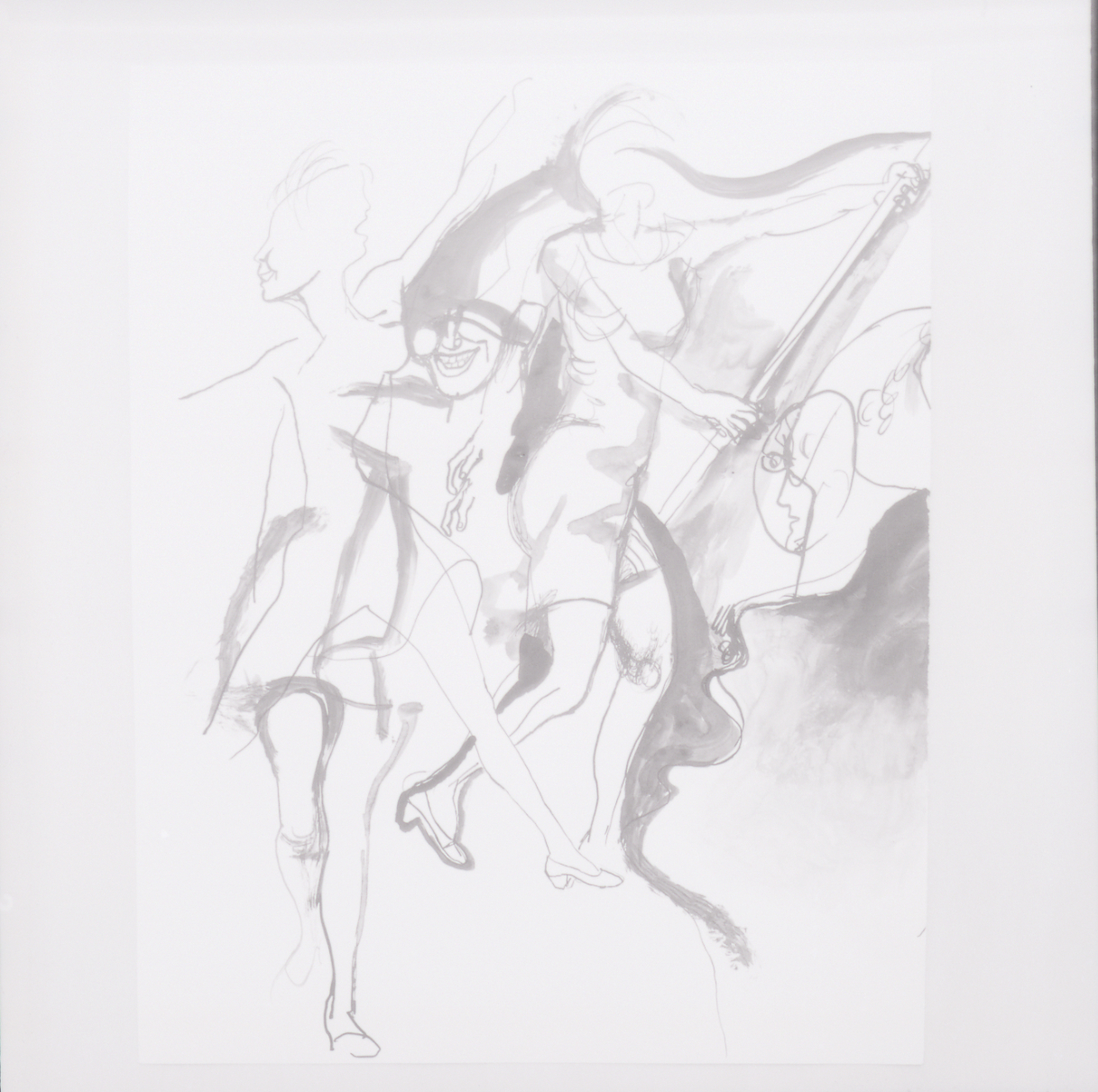

## Ausstellungen

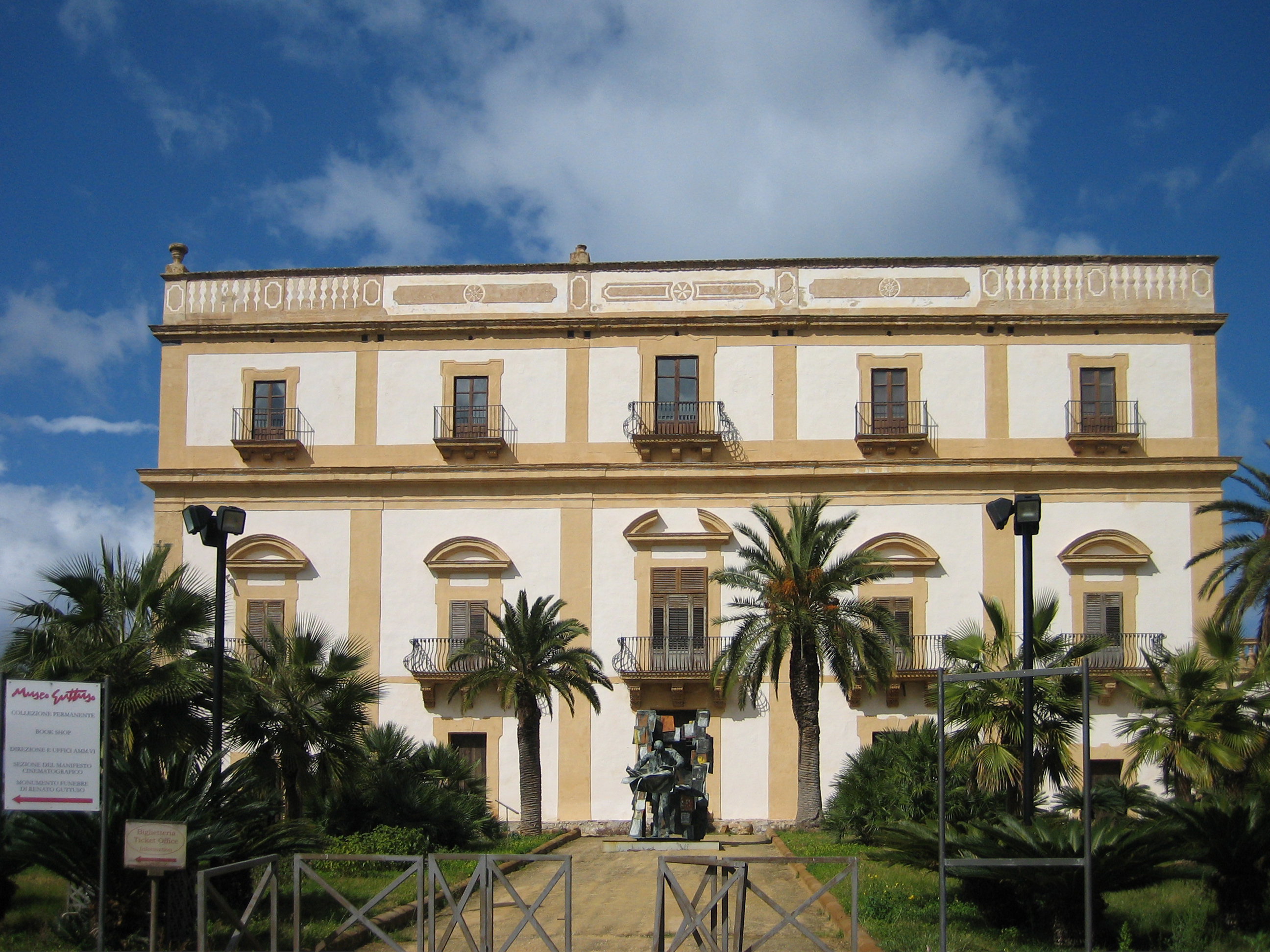
Villa Cattolica in Bagheria

Guttusos Werke wurden unter anderem von 1948 an siebenmal auf der Biennale von Venedig und im Jahr 1977 auf der documenta 6 in Kassel ausgestellt.
In der Villa Cattolica in Bagheria wurde nach seinem Tod ein umfangreiches Museum eingerichtet.

### Auswahl weiterer Einzelausstellungen
- 2011: Renato Guttuso – Centenario Della Nascita, Galleria Guastalla Centro Arte, Livorno
- 2010: Guttuso. Passione e Realtà, Fondazione Magnani Rocca, Parma
- 2005: Renato Guttuso. Opere della Fondazione Francesco Pellin, Chiostro del Bramante, Rom
- 2004: Renato Guttuso – Dipinti, tecniche miste, disegni, opere grafiche 1938 - 1985, Galleria Guastalla Centro Arte, Livorno
- 2002: Antologica. Renato Guttuso, Galleria Biasutti & Biasutti Arte Moderna e Contemporanea, Turin
- 1996: Guttuso, Palazzo dei Diamanti, Ferrara, FE
- 1992: Guttuso, Kunstverein in Hamburg, Hamburg
- 1991: Renato Guttuso – Gemälde und Zeichnungen, Kunsthalle Tübingen, Tübingen
- 1989: Renato Guttuso – Ölbilder und Zeichnungen, großformatige Radierungen, Galerie Michael Schultz, Berlin
- Renato: Guttuso " Opere 1975 - 1985 ", Galleria La Fenice, Sassari
- 1987: Renato Guttuso – Palazzo Forti, Galleria d'Arte Moderna e Contemporanea, Verona
- 1986: RENATO GUTTUSO " Interni ed esterni ", Galleria La Fenice, Sassari
- 1985: Renato Guttuso – Studio d'Arte Raffaelli, Palazzo Wolkenstein, Trento
- 1978: Renato Guttuso. Målningar 1934–1977, Moderna Museet, Stockholm
- 1977: Renato Guttuso – Gemälde und Handzeichnungen, Museum Ludwig, Köln
- 1976: Renato Guttuso – I Tetti di Sicilia – Galleria Anna D’Ascanio, Rom
- 1974: Renato Guttuso – Das Gastmahl – Frankfurter Kunstverein, Frankfurt/Main
- 1972: Renato Guttuso – Neue Gesellschaft für Bildende Kunst (NGBK), Berlin